# Bernhard Maiss
Bernhard Maiss (* 16. November 1955) ist ein ehemaliger deutscher Radrennfahrer und nationaler Meister im Radsport.

## Sportliche Laufbahn
Maiss war Bahnradsportler. Er gewann 1980 den nationalen Titel im Punktefahren vor Manfred Donicke. In der Mannschaftsverfolgung wurde er 1980 mit dem Berliner RC Schüler-Derby 1921 Vize-Meister. Bronzemedaillen holte er 1978 in der Einerverfolgung, 1979 in der Mannschaftsverfolgung und 1980 im Zweier-Mannschaftsfahren.